# Alois Zinke
Alois Zinke (* 29. Februar 1892 in Bärnbach; † 8. März 1963 in Graz) war ein österreichischer Chemiker und Hochschullehrer.

## Ausbildung
Ab 1902 besuchte Zinke die Landesoberrealschule Graz. Nach Abschluss der Schule studierte er Chemie an der Technischen Universität Graz. 1915 promovierte er an der Karl-Franzens-Universität Graz und erwarb die Lehrbefähigung für Organische Chemie 1920. Zinke gehörte zu den Schülern Roland Scholls.

## Beruf
1922 wurde Zinke außerordentlicher Professor für Organisch-chemische Technologie an der Technischen Universität Graz. 1927 wurde er als außerordentlicher Professor für Pharmazeutische Chemie an die Karl-Franzens-Universität Graz berufen. Dort leitete er das pharmazeutische Labor des Instituts für Chemie.
Am 23. Mai 1938 beantragte er die Aufnahme in die NSDAP und wurde rückwirkend zum 1. Mai desselben Jahres aufgenommen (Mitgliedsnummer 6.282.578).
1941 wurde er ordentlicher Professor und Direktor des neu gegründeten Instituts für Pharmazeutische Chemie. 1943 übernahm er zusätzlich die Leitung des Instituts für Organische Chemie. Diese beiden Institute wurden 1945 unter Zinkes Leitung zum Institut für Organische und Pharmazeutische Chemie vereinigt.
Zusammen mit Otto Kratky initiierte Zinke die Planung und den Bau des sogenannten „Chemieturms“, ein sechsstöckiges Gebäude in der Heinrichstraße 28 in Graz. Dieses Gebäude dient der Forschung und der Ausbildung auf dem Gebiet der Organischen und Physikalischen Chemie. 1962, noch zu Lebzeiten Zinkes, wurde mit dem Bau begonnen. 2017 wurde das Gebäude für acht Millionen Euro modernisiert.

## Forschungsinteressen
Zinke forschte über hochkondensierte Ringsysteme. Er synthetisierte Phenoplast und Hexa-Resine. Er entdeckte die Calixarene. Außerdem studierte er verschiedene natürliche Materialien. Zusammen mit Herbert Hönel gelang es Zinke Verfahren zu entwickeln, mit deren Hilfe, die giftigen und brennbaren Lösungsmittel zur Verdünnung von Lacken durch Wasser ersetzt werden konnten.
Zinke arbeitete an folgenden von der Deutschen Forschungsgemeinschaft geförderten Projekten:
- 1939: Untersuchungen über hochkondensierte Ringsysteme[5]
- 1940: Untersuchungen über hochkondensierte Ringsysteme sowie Arbeiten über den Härtungsvorgang von Phenolformaldehydharzen[6]
- 1943: Untersuchungen über den Bildungsprozess und den Aufbau der härtbaren Phenol-Formaldehyd-Harze[7][8]

## Preise
1922 erhielt Zinke den Haitinger-Preis und 1932 den Lieben-Preis der Österreichischen Akademie der Wissenschaften, deren Korrespondierendes Mitglieder er war.

## Familie und Privates
Zinke war Sohn des Glasfabrikanten August Zinke und dessen Frau Antonia. Er war verheiratet und hatte zwei Töchter. Zinke war oberster Jäger des Gaus Steiermark. Er reiste nicht gerne, sondern verbrachte seine Wochenenden und seine Ferien zusammen mit seiner Familie in seiner Hütte auf der Koralpe, wo er seinem Jagd-Hobby nachging.

## Veröffentlichungen (Auswahl)
- Untersuchungen über Perylen und seine Derivate: XXXII. Mitteilung Über den Abbau des Perylens zu Phenanthren-1,8,9,10-tetrakarbonsäure und zu Mellithsäure in Monatshefte für Chemie, Bd. 57, Nr. 1–3, 1931, S. 405–420[9]
- Zur Kenntnis von Harzbestandteilen: X. Mitteilung über das Pinoresinol aus dem Überwallungsharz der Fichte zusammen mit Anna Erben und Friedl Jele in Monatshefte für Chemie, Bd. 44, Nr. 9–10, 1923, S. 371–377[10]
- Eine Synthese des Perylens über das 1, 12-Dioxyperylen zusammen mit Rupert Dengg in Monatshefte für Chemie, Bd. 43, Nr. 3, 1922, S. 125–128[11]
- Untersuchungen in der Reihe der Methyl-1, 2-benzanthrachinone: III. Mitteilung zusammen mit R. Scholl und Christian Seer in Monatshefte für Chemie, Bd. 41, Nr. 10, 1920, S. 583–602[12]
- Synthese des 2, 3-Pyridinoacenaphtens zusammen mit Emmy Raith in Monatshefte für Chemie, Bd. 40, Nr. 4–5, 1919, S. 271–276[13]
- Zur Kenntnis von Harzbestandteilen: Zweite Mitteilung: Über Bestandteile der Sumatrabenzoe zusammen mit Hans Lieb in Monatshefte für Chemie, Bd. 39, Nr. 3–4, 1918, S. 219–230[14]